# Albert Calmette
Léon Charles Albert Calmette (12 de julio de 1863 - 29 de octubre de 1933) fue un médico, micólogo, bacteriólogo e inmunólogo francés, y un importante asistente del Instituto Pasteur. Fue el descubridor, junto con Camille Guérin, del bacilo de Calmette-Guerin (BCG), una forma atenuada del Mycobacterium bovis empleada en la vacuna contra la tuberculosis. También desarrolló la primera antitoxina contra veneno de serpiente: el suero de Calmette.
Nació en Niza, Francia. Quiso servir en la marina como médico, así que en 1881 se unió a la Escuela Naval de Médicos, en Brest. Comenzó sus servicios en 1883 en el Cuerpo Médico Naval en Hong Kong, donde estudió la malaria y obtuvo su doctorado en 1886 con una tesis sobre esta enfermedad. Fue asignado a Saint-Pierre y Miquelon, a donde llegó en 1887. Posteriormente serviría en África occidental, en Gabón y Congo, donde contrajo malaria, enfermedad del sueño y pelagra.
Tras su regreso a Francia en 1890, Calmette conoció a Louis Pasteur (1822-1895) y a Emile Roux (1853-1933), su profesor en un curso de bacteriología. Entró a su servicio y el propio Pasteur le encargó fundar y dirigir una oficina del Instituto Pasteur en Saigón (Indochina), en 1891. Allí se dedicó al incipiente campo de la toxicología, que tenía importantes conexiones con la inmunología, y estudió el veneno de serpiente y de abeja, venenos vegetales y el curare. También organizó la producción de vacunas contra la viruela y la rabia y avanzó en el estudio del cólera y los procesos de fermentación de la comida, del opio y del arroz. 
En 1894, regresó de nuevo a Francia y desarrolló el primer suero contra el veneno de serpiente, usando suero de caballos inmunizados. (suero de Calmette).
También participó en el desarrollo del primer suero inmunizante contra la peste bubónica, en colaboración con el descubridor de su agente etiológico (Yersinia pestis), el bacteriólogo suizo Alexandre Yersin (1863-1943), y viajó a Portugal para estudiar y ayudar en la lucha contra un brote epidémico en Oporto.
En 1895, Roux le confió la dirección de la Oficina del Instituto Pasteur en Lille, donde continuaría su labor durante los siguientes 25 años. En 1909, contribuyó a fundar la oficina del Instituto en Argel (Argelia). En 1901, funda el primer dispensario antituberculoso en Lille, bautizándolo posteriormente como dispensario Emile Roux. En 1904, fundó la "Ligue du Nord contre la Tuberculose" (Liga del Norte contra la Tuberculosis), que aún existe hoy en día. En 1918, aceptó el puesto de Director Asistente del Instituto en París.

## Investigación en tuberculosis

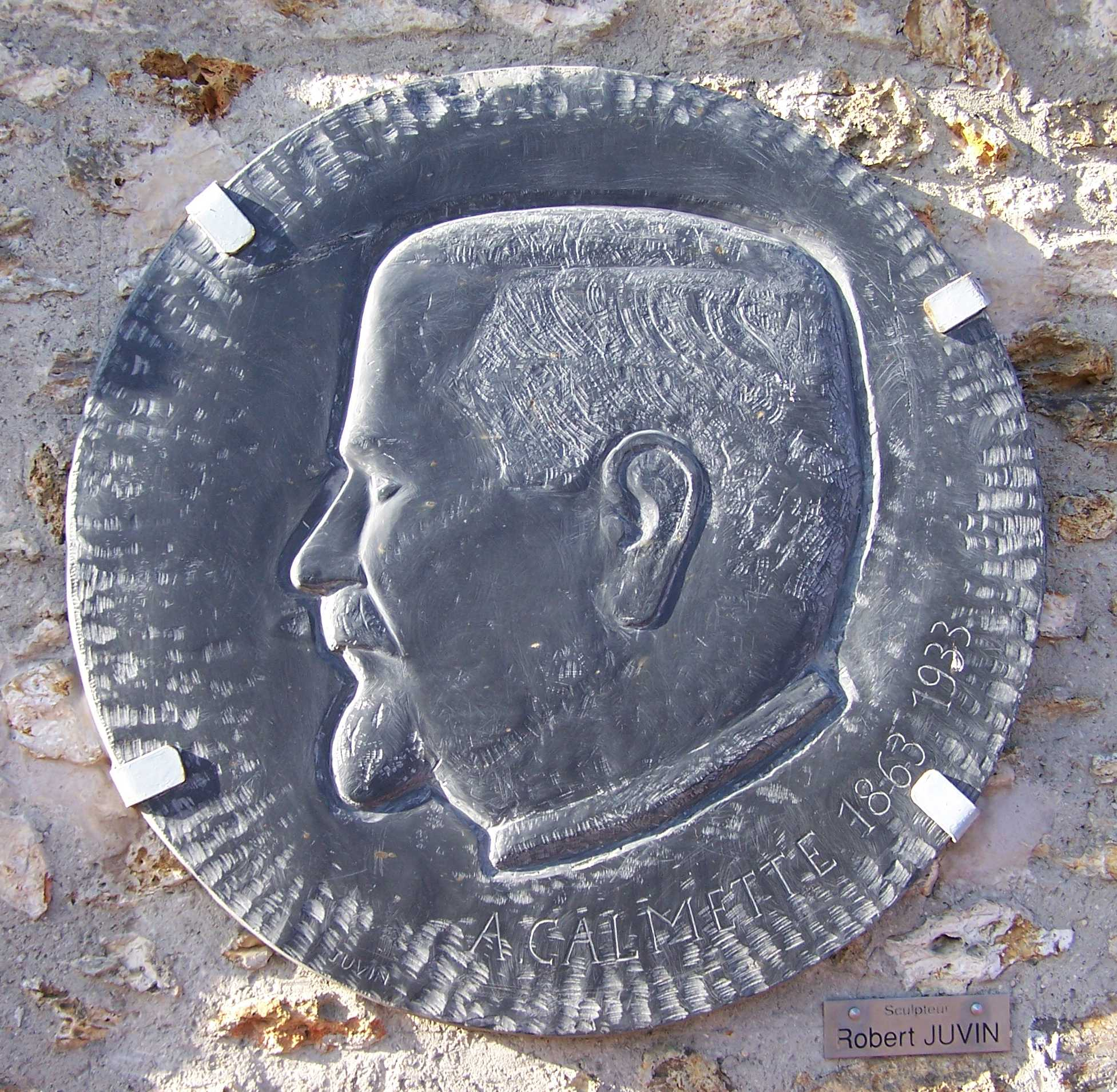
Placa conmemorativa
en la casa de Albert Calmette
à Jouy-en-Josas.

El principal trabajo científico de Calmette, que le colocaría entre las figuras más importantes de la historia de la medicina fue el intento de desarrollar una vacuna contra la tuberculosis, la enfermedad más importante de su época. El microbiólogo alemán Robert Koch había descubierto, en 1882, que el bacilo tuberculoso (Mycobacterium tuberculosis) era su agente causal y Louis Pasteur se interesó enseguida por ese descubrimiento. En 1906, un veterinario e inmunólogo llamado Camille Guérin, había establecido que la inmunidad frente a la tuberculosis estaba en relación con la presencia del bacilo en la sangre. Usando el método de Pasteur, Calmette investigó cómo podía desarrollar una variante atenuada del bacilo para poder inyectarlo en animales. Esta preparación recibió el nombre de sus descubridores (Bacillum Calmette-Guérin, o, abreviado, BCG). La atenuación se conseguía cultivando el bacilo en un sustrato que contenía bilis, basándose en una idea aportada por un investigador noruego, Kristian Feyer Andvord (1855-1934). Desde 1908 a 1921, Guérin y Calmette se esforzaron por producir cepas cada vez menos virulentas del bacilo. Finalmente, en 1921, consiguieron usar un concentrado de BCG para vacunar con éxito a recién nacidos en la Charité de Paris. 
El programa de vacunación, sin embargo, sufrió un importante revés cuando 72 niños vacunados desarrollaron tuberculosis en 1930, en Lübeck, Alemania, debido a la contaminación de algunas remesas. La vacunación masiva de niños se introduciría en muchos países a partir de 1932, cuando las nuevas técnicas, más seguras, de producción, permitieron una importante reducción del riesgo. Sin embargo, ese episodio afectará profundamente a Calmette, muriendo un año después en su casa de Paris.
Su hermano, Gaston Calmette (1858-1914), fue editor de Le Figaro, quien murió asesinado en 1914 por Henriette Caillaux, la mujer socialista del ministro de Economía, Joseph Caillaux.